# Antoine-Gaspard Boucher d'Argis
Antoine-Gaspard Boucher d'Argis (Argis, departamento de Ain,  (según otras fuentes eń París), 3 de abril de 1708-París, 26 de enero de 1791, (a menudo aparece erróneamente 1780), fue un jurista francés y autor de numerosos artículos sobre Derecho y temas jurídicos para la Encyclopédie ou Dictionnaire raisonné des sciences, des arts et des métiers.

## Biografía
Era hijo de Gaspard Boucher d'Argis, un abogado procedente de Lyon que se desempeñaba en la corte real de París, el Parlement. Tras completar sus estudios, Boucher recibió su licencia de abogado en 1727 y se fue  primero a Lyon. Debido a su talento, obtuvo un nombramiento en 1753 en el conseil souverain de la provincia de Dombes (hoy en el departamento de Ain) y en 1767, al ser nombrado juez, se trasladó a París.
Paralelamente a su actividad profesional, Boucher escribió una serie de obras jurídicas. Trabajó también como editor, por ejemplo, de la obra de Barthélemy Joseph Bretonnier (1656-1721)  Recueil par ordre alphabétique des principales questions de droit  (2ª a 5ª reimpresión 1742-1783). Sin embargo, ganó notoriedad principalmente a través de sus numerosas contribuciones a la Encyclopédie de Diderot y d'Alembert. La participación de Boucher en la enciclopedia comenzó con la primera publicación del tercer volumen en 1753. Sobre la base del número de artículos firmados de la Encyclopédie, se puede afirmar que está entre los autores que más contribuyó. Sus contribuciones están marcadas con «(A)».
Su hijo, André-Jean Boucher d'Argis, nacido en París en 1750, también siguió la carrera de jurista, participó también en la enciclopedia y fue autor de varios escritos sobre temas jurídicos. En 1794 y en medio de la agitación de la Revolución Francesa, resultó guillotinado.

## Artículos en laEncyclopédie(selección)

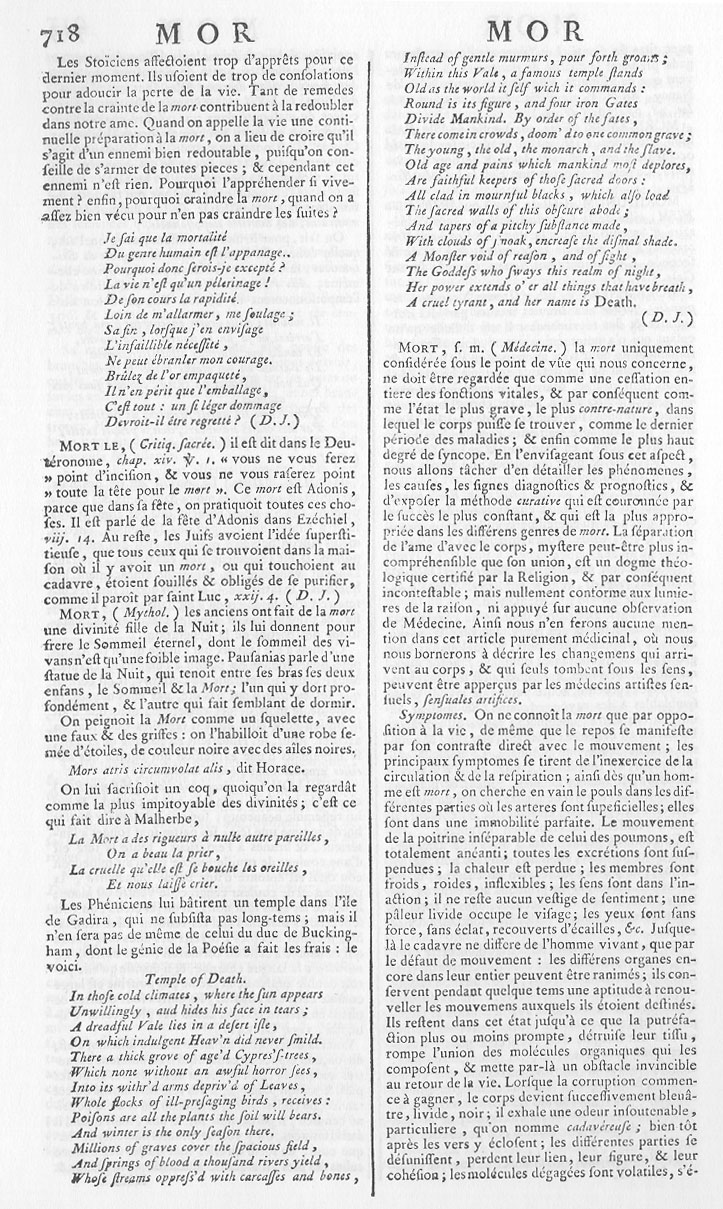
Primera página del artículo S Jurisprudence en la Encyclopédie

- Artículo Droit (Jurispr.), volumen 5: Do – Esymnete (November 1755), p. 116.
- Artículo Etats (Hist anc. & mod. & Jurispr.), volumen 6: Et – Fne (Oktober 1756), p. 20.
- Artículo Fait (Jurispr.), volumen 6: Et – Fne (Oktober 1756), p. 20.
- Artículo Fief (Jurispr.), volumen 6: Et – Fne (Oktober 1756), p. 693.
- Artículo Gabelle, Band 7: Foang – Gythium (November 1757), p. 409.
- Artículo Jurisprudence, volumen 9: Ju – Mamira (Dezember 1765), p. 81.
- Artículo Loi (Jurispr.), volumen 9: Ju – Mamira (Dezember 1765), p. 647.
- Artículo Noblesse (Jurispr.), volumen 11: N – Parkinsone (Dezember 1765), p. 167.
- Artículo Taille, Band 15: Sen – Tchupriki (Dezember 1765), p. 842.

## Publicaciones independientes (selección)
- Traité des gains nuptiaux et de suvie, qui sont en usage dans les païs de droit écrit, tant du ressort du parlement de Paris, que des autres parlemens: contenant tout ce qui concerne les augmens de dot, agencemens, contre-augmens … Lyon 1738
- Code rural, ou Maximes et règlements concernant les biens de campagne: Notament les fiefs franc-aleux. Paris 1749
- Variétés historiques, physiques et littéraires, ou recherches d’un sçavant: contenant plusieurs pièces curieuses & intéressantes. Paris 1752